# Судоподъёмник Красноярской ГЭС
Судоподъёмник Красноярской ГЭС — судоподъёмник, сооружённый в 1976 году (официально пущен в эксплуатацию в 1982 году) на Красноярской ГЭС на реке Енисей  вблизи города Дивногорска Красноярского края. Является единственным судоподъёмником в России. Состоит из аванпорта, нижнего подходного канала, собственно подъёмника и поворотного круга. Подъёмник представляет собой платформу, перемещающуюся по рельсовому пути с шириной колеи 9 м и имеющую зубчатое зацепление. Движение осуществляется посредством электротяги.
Для погрузки судна в подъёмник платформа опускается ниже уровня воды, судно заходит в подъёмник, после чего платформа начинает движение вверх по эстакаде; судно транспортируется «на плаву». В верхней точке платформа вместе с судном заезжает на поворотный круг, который перемещает её на другую колею, по которой платформа опускается в верхний бьеф ниже уровня воды, после чего судно может покинуть подъёмник.
Разработчик судоподъёмника — Ленгидропроект, изготовитель — Ленгидросталь.

## Технические параметры
- расчётная грузоподъёмность — до 1500 тонн[1]
- полезные габариты судовозной камеры: длина — 90 м, ширина — 18 м, глубина — 2,2 м[1]
- общие габариты судовозной камеры: длина — 113 м, ширина — 26 м, максимальная высота — 20 м[1]
- масса камеры: без воды — 4500 т, с водой и судном — 8100 т[1]
- полная эксплуатационная длина с подводными участками — 1510 м[1]
- скорость — 1 м/с[2]
- тяга — 850 тонн[2]
- привод безредукторный — гидромоторы 1МР16C (68 кВт, момент 29 000 Нм, 24 об/мин)[3]
- число гидромоторов и опорных колес — 156[1]
- число тележек — 78[1]
- диаметр поворотного устройства — 106 м, угол поворота — 140 градусов[1]